# シマトネリコ
シマトネリコ (島梣、学名: Fraxinus griffithii) はモクセイ科トネリコ属の植物の一種。別名タイワンシオジ、タイワントネリコ、タイトウシオジ、ケタイトウシオジともよばれる。

## 特徴
トネリコ属では数少ない常緑樹。日本では沖縄県に、また中国、台湾、フィリピンからインドに分布する。本土では1990年代までは珍しかったが、気候変動に伴い庭などにも植えられるようになった。
常緑広葉樹の高木または半常緑高木。株立ちと1本立ちがある。樹皮は灰褐色で滑らか、小さな皮目が多い。
葉は奇数羽状複葉で対生し、濃い緑色でつやがある。小葉の葉身は3 - 10センチメートルで対生し、革質で表面は無毛で光沢がある。葉脈が目立つ。葉色は明るい緑色をしている。常緑樹としては、葉の付き方はやや粗い方である。
雌雄別株。花期は5 - 6月ごろで、枝先や葉腋から円錐花序を出して、緑色を帯びた白い小さな花を多数つける。花序のまとまりは大きく、枝先を覆う。果実は翼果で、長さ2.5 - 3 cmのへら形をした倒披針形で、夏に樹冠が白く見えるほど多数つく。翼果の中に、細長くて赤褐色の種子が入る。
冬芽は裸芽で芽鱗がなく、細かい毛が生えたフェルト質で、幼い小さな葉が向き合ってつく。
- 樹形
- 葉
- 花序
- 花
- 果実

## 利用
庭木、公園木、鉢植にされるが、亜熱帯の植物であるため関東以南でないと露地での越冬は困難である。低温以外には気を使う必要が無く、病害虫も少なく強健であるが成長すると10メートルを越す高木となる。植栽適期は、3月中旬 - 下旬、9月下旬 - 10月中旬とされる。庭木として植える際、放任すると塀などを破壊する勢いで育つため頻繁な剪定が必要である。

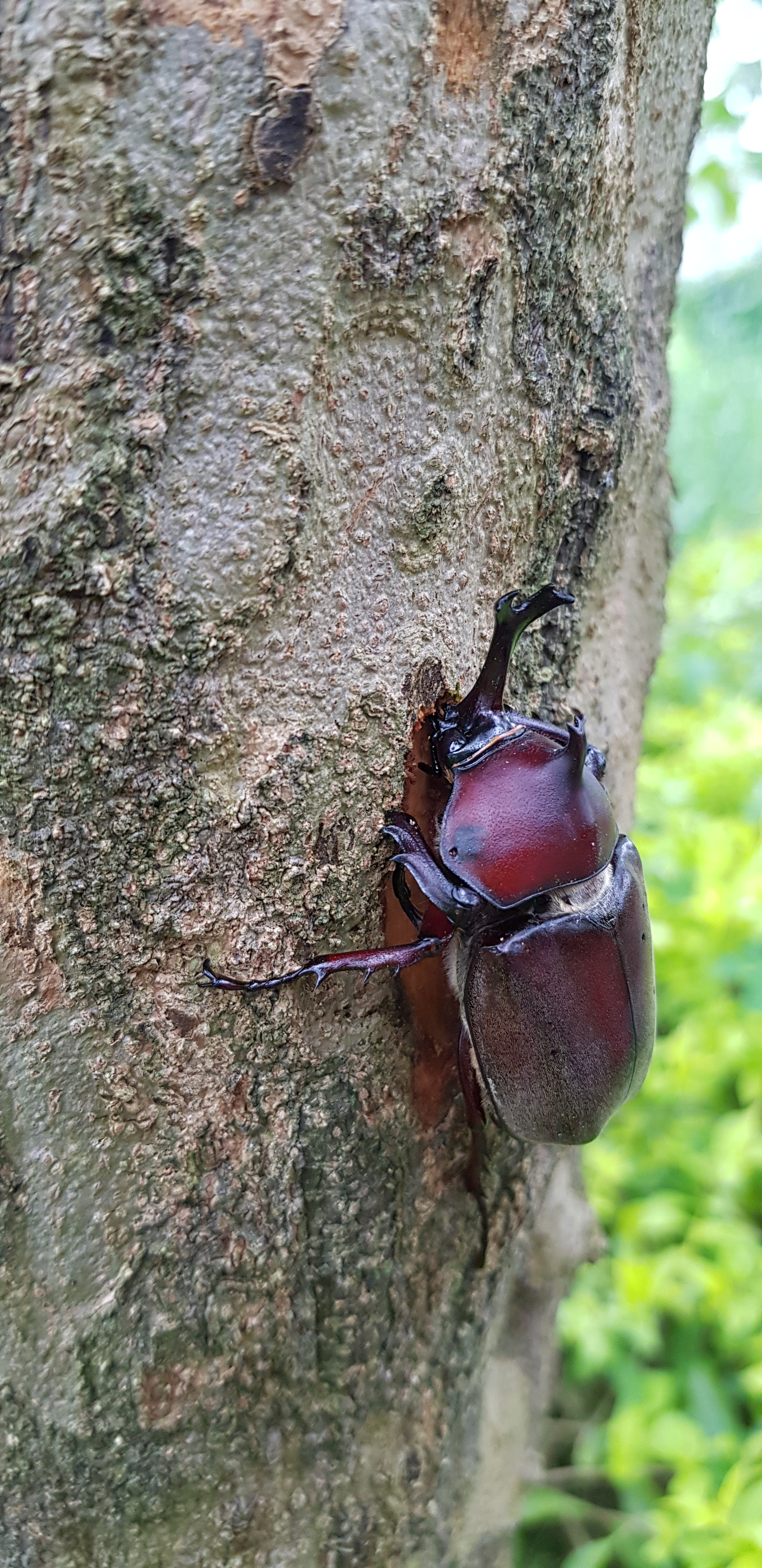
シマトネリコについたカブトムシ

カブトムシが集まる木としても知られるが、シマトネリコを育成する業者からは、カブトムシによる食害が報告されている。本来は樹液を主食とするカブトムシが樹皮をかじるため、自然界では生息域が異なっていた生物が人為的に出会ったことで特異な行動を生じた可能性がある。他には主に8月頃、ハマキムシ、シマケンモンの糞被害がある。
2021年、従来夜行性とされていた日本国内のカブトムシが、シマトネリコについた個体に限ってはそのまま昼間も活動を続ける、という調査結果が論文誌に報告された。
熱帯地方では家具材として使われる。

## 外来種問題
栽培株から飛散した種子が植え込みや道路際の隙間などで芽吹き、国内外来種としてしばしば自生する。東京都環境局は本種を緑地における除去対象としており、緑化推進に適さない種に指定した区もある。